# 홀츠하우저 슈트라세역
홀츠하우저 슈트라세역(U-Bahnhof Holzhauser Straße, 듣기 (도움말·정보))은 베를린 라이니켄도르프구 테겔에 있는 U6의 역이다. U6의 지상역 세 곳 중 하나이다.
제2차 세계 대전 종전 이후 C선의 북부 연장이 진행되었으며, 이 역은 1958년 5월 31일 쿠르트슈마허플라츠-테겔 구간 개통과 함께 영업을 시작했다. 역사는 브루노 그리메크(Bruno Grimmek)가 설계했다. 천장이 있는 상대식 승강장으로 건설되었으며, 승강장 북쪽과 연결되는 대합실을 통해서 출구가 개설되어 있다. 승강장은 지상 7.1 m 고도에 위치해 있다. 역은 단순함을 위주로 설계되었다.
원래는 2013년까지 엘리베이터가 완공될 예정이었다. 이후 2020년까지로 연기되었으며, 이 과정에서 승강장과 천장 구조물의 손상 보수 공사를 같이 진행하기로 했다. 2022년 11월 6일부터 쿠르트슈마허플라츠-테겔 구간 보수 공사로 영업을 중단하면서, 2023년 2월부터 역 개보수공사와 엘리베이터 설치가 진행될 예정이다.
베를린 버스 X33, 133, N33번과 환승 가능하다.

## 인접 철도역
| 베를린 지하철 6호선          | 베를린 지하철 6호선 | 베를린 지하철 6호선                  |
| ---------------------------- | ------------------- | ------------------------------------ |
| 보르지히베르케 알트테겔 방면 | U6                  | 오티스슈트라세 알트마리엔도르프 방면 |